# Aphis eugenyi
Aphis eugenyi är en insektsart. Aphis eugenyi ingår i släktet Aphis och familjen långrörsbladlöss. Inga underarter finns listade i Catalogue of Life.